# Alcurve
Alcurve est une communauté non incorporée située dans le comté de Vermilion River dans le Centre de l'Alberta au Canada. Elle est située à 4 km à l'ouest de la frontière avec la Saskatchewan le long de la route 45 à environ 26 km au nord de Lloydminster.

## Annexe